# Skedstörar
Skedstörar (Polyodontidae) är en familj av fiskar som ingår i ordningen störartade fiskar. Enligt Catalogue of Life omfattar familjen två arter i var sitt släkte. 
Släkten enligt Catalogue of Life:
- Polyodon, med arten skedstör (Polyodon spathula).
- Psephurus, med arten svärdstör (Psephurus gladius).

Skedstören förekommer i USA och svärdstören förekom i Kina fram till dess utrotning under tidigt 2000-tal. Båda arter har en nos som liknar en paddel med flera mycket korta skäggtömmar. De har inga fjäll på kroppen förutom på en liten region på ovansidan. Arterna fiskas för köttets skull. De hölls även i några större akvarier. Det vetenskapliga namnet är sammansatt av de grekiska orden poly (många) och odous (tänder).